# Decumaria sinensis
Decumaria sinensis är en hortensiaväxtart som beskrevs av Daniel Oliver. Decumaria sinensis ingår i släktet Decumaria, och familjen hortensiaväxter. Inga underarter finns listade i Catalogue of Life.